# Xabarín Club
Xabarín Club és un programa infantil i juvenil de la Televisió de Galícia (TVG) que va ser posat en antena el 18 d'abril de 1994, comptant com a protagonista a un senglar antropomorf: Xabarín («xabarín» significa «senglar» en gallec).
Entre els seus creadors es trobava el guionista i director de cinema Antonio Blanco.
Inclou sèries de dibuixos animats, videoclips de grups musicals i espais de producció pròpia. A Cantar con Xabarín és una sèrie de cinc CD gravats per grups gallecs significatius, com ara Siniestro Total, Heredeiros da Crus, Aerolíneas Federales, Nación Reixa, Os Diplomáticos de Monte Alto, Killer Barbies, Blood Filloas i també portuguesos i de països lusòfons africans per al programa.
En la segona meitat de la dècada de 1990, Xabarín es va convertir en un fenomen social amb més de 100.000 nois i noies afiliats (83.065 afiliats actius en 2004), i amb les "Xabaxiras" (1998), concerts de la música del programa, que van veure milers de nens i nenes gallecs. És l'any 2000 quan s'incorporen al Xabarín Club noves cares: tres presentadors adolescents que sens dubte serien l'alegria dels socis, mantenint-los degudament informats i entretinguts: Esteban Yáñez, Lorena Sebastián i Ana Múgica.

## La nova etapa de Xabarín
El Xabarín va publicar una nova imatge l'abril de 2007 per celebrar el seu 13è aniversari. En aquesta nova etapa, Xabarín convida els seus socis a iniciar noves aventures amb la seva nova X. També té noves seccions: com "Xabarín informa"; que és un petit espai on es dona informació i notícies diàries que interessen els seus socis.
O Xabarín també porta moltes altres notícies sobre pel·lícules, vídeos i DVD; música i bandes sonores de nous grups gallecs, (que faran cançons noves per al programa) concerts, discos, sèries de dibuixos animats, còmics, manga, esdeveniments, espectacles, concursos, videojocs, revistes i fanzines, literatura infantil i juvenil i una agenda de recomanacions per a l'oci el cap de setmana.
El Xabarín Club té presència en diverses manifestacions de la música popular gallega de principis del segle xxi. El març del 2019 va celebrar el seu 25è aniversari amb un concert a la Sala Capitol de Santiago.